# カルトロン

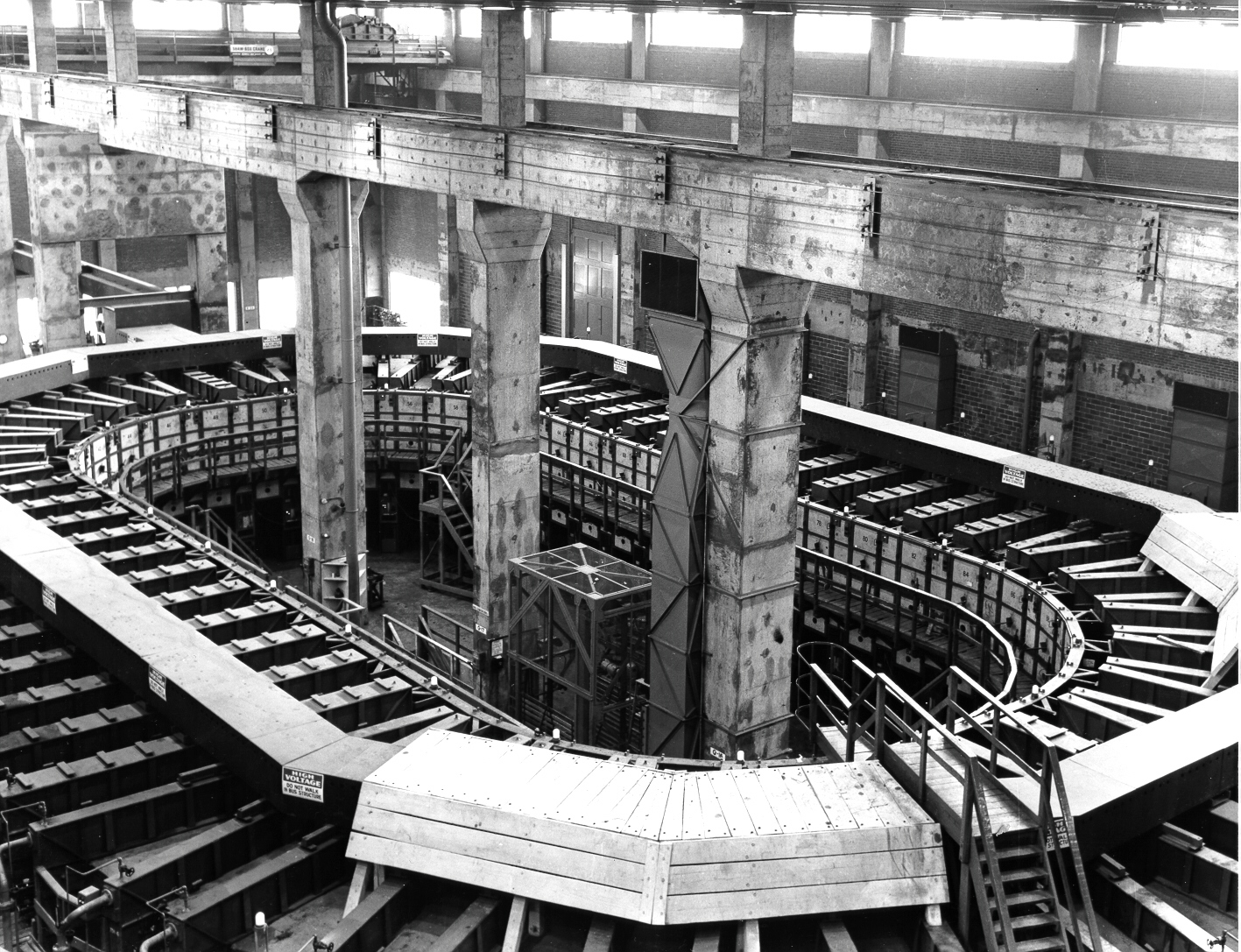
オークリッジ国立研究所のY-12国家安全保障複合施設でウラン濃縮に使用されたアルファ

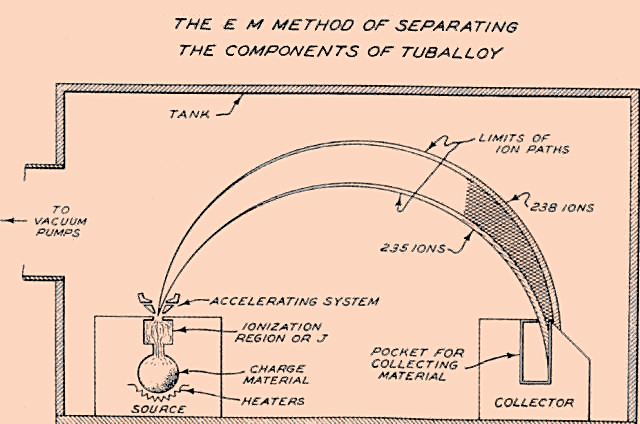
カルトロンの模式図

ウラン238とウラン235を分離する様子。内側の軌道がウラン235

カルトロン (英: Calutron) は、ウランの同位体の濃縮装置。
カルトロンという名称は、開発者のアーネスト・ローレンスが所属していたカリフォルニア大学に由来する。

## 概要
質量分析法と同じ原理でローレンツ力によってイオン化されたウランの同位体を分離する。
マンハッタン計画の一環としてオークリッジ国立研究所のY-12国家安全保障複合施設に設置され、ガンバレル型原子爆弾であるリトルボーイに必要な濃縮ウランを製造した。
ウラン原爆開発における最大の難関は、核分裂の連鎖反応をするウラン235が、天然ウラン中にわずか0.7%しか含まれていないことである。そのため天然ウランの大部分を占めるウラン238から分離しなければならない。ウラン235とウラン238は、化学的性質は全く同じなので、235対238というわずかの質量差を利用して分離しなければならなかった。当初、遠心分離法が検討されたが、当時は実験室レベルでは同位体の濃縮には使用されていたものの、高速で回転する軸受けの精度や遠心力に耐える装置は不十分で技術的な解決には時間がかかると見られ、採用は見送られた。
そのため、技術的な問題の解決の見込みのある電磁濃縮法と気体拡散法が採用された。

## 構成
天然ウランから中間段階まで濃縮する『アルファ』という長さ165m、幅95mの施設が5台と、それよりやや小さくて、中間段階の濃縮から90%まで濃縮する『ベータ』と呼ばれた施設が3台設置された。
アーネスト・ローレンスにより考案され、質量分析器と同じ原理でイオン化して軌道に直交した磁場により飛行するイオンにローレンツ力が働くことで、質量の大きいウラン238は遠心力で外側の軌道、軽いウラン235は内側の軌道を通るという現象を利用して分離、濃縮する。
『カルトロン』と名付けられた装置は、縦横数m、厚さ60cmの四角形の鉄芯の周囲を銀線の巻き線に電流を流して電磁石にして、その両側に四角な真空のタンクを2台接続して、イオン化した四塩化ウランのビームを入射して、ウラン235と238を分離させた。使用した四塩化ウランは吸湿性があるため、五酸化二リンで脱水する必要があった。また、製造の過程でホスゲンを含んでいたため、作業者はガスマスクを装着して作業する必要があった。『アルファ』は、48台の『カルトロン』を競馬場のように長円形のトラックを1周して2階に並べられ、磁場も電磁石を貫いて1周していて鉄の重さは4500トンに達した。1階は『カルトロン』を真空に保つためのポンプが並べられた。『ベータ』は36台の『カルトロン』を長円形に並べた装置だった。
遠心分離に比べて可動部がなく、電力は大量に必要だが、装置の精度は低くても稼働させることが可能だった。マンハッタン計画時には、電磁石に用いる銅は戦略物資として使用が制限されていたので、アメリカ合衆国財務省から1万3540トンの銀を借りて建造した。銀線の方が電気抵抗が少ないため、結果的に消費電力の削減に貢献した。
時々、短絡したり、真空漏れが発生しても巨大なために探す事が困難な装置で、尚且つ精密さが要求される装置だった。訓練された2万4千人の作業員が従事して1944年3月にウラン235が10%の低濃縮ウランが出荷され、同年の6月には最初の兵器級の高濃縮ウランが実験用に出荷された。
第二次世界大戦終結後、電磁濃縮法は放棄された。このためカルトロンの大半は解体されたが、一部は天然の同位体濃縮のため民間、軍事の各方面で使用され続けた。